# Rondibilis jeanvoinei
Rondibilis jeanvoinei är en skalbaggsart som först beskrevs av Maurice Pic 1927.  Rondibilis jeanvoinei ingår i släktet Rondibilis och familjen långhorningar. Inga underarter finns listade i Catalogue of Life.